# گرینبری (کالیفرنیا)
گرینبری (به انگلیسی: Greenbrae) یک منطقهٔ مسکونی در ایالات متحده آمریکا است که در شهرستان مارین، کالیفرنیا واقع شده‌است. گرینبری ۱۰ متر بالاتر از سطح دریا واقع شده‌است.